# ジョセフ・ナッシング
Joseph Nothing（ジョセフ・ナッシング）は、日本のミュージシャンである。

## 略歴
1998年、大友良英が率いるGround Zeroのリミックスに弟のCOM.AとともにRom=Pari名義で参加。同年、Beat Rec./Sub Rosaより、Rom=Pari名義のアルバム『View』を発表。
その後、エイジアン・ダブ・ファウンデーション、audio activeとの海外ツアー、数々のリミックス、コラボレーションを経て、2001年、μ-Ziqが主催するPlanet-μより、Joseph Nothing名義での1stアルバム『Dummy Variations』を発表。
2002年、2ndアルバム『Dreamland Idle Orchestra』を同じくPlanet-μよりリリース。
サウス・バイ・サウスウエスト、Surphest01、METAMORPHOSE、朝霧JAM等の野外フェスに出演。
2003年7月には3rdアルバム『Deadland After Dreamland』をロムズ・レコーズよりリリース。同年より（株）栗田工業とのタイアップCMを２年間放映。
2004年、イルリメのアルバム『illreme.com』のアレンジ、ミックスに全面参加。 
Squarepusher、Luke Vibert、Jamie Lidell、μ-ziq、MUMらの来日時にはツアー同行や共演をしている。
2006年10月にはHER SPACE HOLIDAYことマーク・ビアンキ、Pianaとのユニット『THE HEARTBREAK MOMENT』でのデビューEPとなる"THE SOUND OF OUR SUMMER"を発表。
2007年全国公開のオムニバス映画『ユメ十夜』にて第八夜の音楽製作を担当するほか、CM、VPなどにも楽曲提供多数。
2007年〜2010年にタカノ綾がアートワークで全面参加した『Shambhala Number One,Two&Three』をリリース。
2011年にはドラマー吉川弾、CDR、モリィ・バーンズとともにバンド編成のJoseph Nothing Orchestra名義『Super Earth』をworld's end girlfriendのVirgin Babylon recordsよりリリース。

## ディスコグラフィー

### アルバム
- Dummy Variations （Planet Mu）
- Dreamland Idle Orchestra （Planet Mu）
- Deadland After Dreamland （ROMZ）
- Shambhala Number One （ROMZ）
- Shambhala Number  Two&Three （UMAA）

### リミックス等
Joseph Nothing、Rom=Pari、Rom Yoshida名義を含む
- Ground Zero/大友良英『Consummation』（Creativeman disc）
- Joseph Nothing『Just one Fix 7inch』（Planet Mu）
- Audio Active『Idle Dragon remix』『Altered I/Bong 』（Warner JPN/US）
- Geodezik『Low Bit Drop EP』『Trap EP』（Beat records）
- Iva Davies（ex-Ice House）『Ghost of Time』（Warner Australia）
- Xploding Plastix『Renevolent Volume Lurkings EP』（Columbia/Sony Norway）
- 篠原ともえw/Geodezik『Megaphone Speaks』（Ki/oon Sony）
- Kid606/Joseph Nothing『split7 $』（Tigerbeat6）
- Knifehandchop『TKO from Tokyo』（Tigerbeat6）
- Pale/Joseph Nothing『the empire..s last stand』（Sonicterror records）
- 安原兵衛『青春のアウトライン』（plug house）
- イルリメ『www.illreme.com』（Musicmine）
- Shychild『Please Consider Our Time』（Grenadine/ROMZ）
- The Heartbreak Moment『the sound of our summer』（& records）
- 仲田まさえ『千夜千夢』（tearbridge/Avex Trax）
- Ilkae『Bovine Rearrangement』（Merck）
- Nettle『firecamp stories remixes』（the Agriculture）
- trico!『love home』（fly rec）
- KAADA『Music for Moviebikers』（ROMZ）
- Les ANARCHO『OKANE WO MOYASOU』（omochi records）
- meaning of nonsense『bowaw04』（bowa）
- 赤犬『空の穴 OST』（Amateras U.S.A）
- 赤犬『赤犬大全』（Amateras U.S.A）
- 赤犬『バカの箱舟 OST』（P-Vine）
- 赤犬『青春金属バット OST』（Victor）
- パスカルズ『水曜日』（office rocketta）
- 夏目漱石『夢十夜 DVD』（日活フィルム）
- Various Artists『The Cosmic Forces of Mu』（Planet-mu）
- Various Artists『Children of Mu』（Planet-mu）
- Various Artists『No watches,No maps』（Fat Cat records）
- Various Artists『Substantia』（Sub Rosa）
- Various Artists『Fuji Rock Festival 98 in Tokyo"w/Geodezik』（Polydor）
- Various Artists『Breaks your heart again』（Six records）
- Various Artists『Tigerbeat6 inc.』（Tigerbeat6）
- Various Artists『Let's I love you』（ROMZ）

### CM楽曲提供
- ニューバランス ジャパン
- ヤマハ
- マクドナルド
- MTV
- NTTデータ
- Shu Uemura/LOREAL
- スペースシャワーTV
- ライオン
- デンソー
- 栗田工業
- オートバックス